# Oberpfalz-Kaserne
Die Oberpfalz-Kaserne ist eine Garnison der deutschen Bundeswehr in der bayerischen Stadt Pfreimd. Benannt ist sie nach der Oberpfalz, in der sie liegt. Sie wurde 1971 fertiggestellt und diente seither vorwiegend zur Unterbringung von Einheiten der Panzerjäger- und der Panzertruppe. Hauptnutzer sind heute das Panzerbataillon 104 und das nichtaktive Gebirgspanzerbataillon 8.

## Vorgeschichte und Bau
Die 1955 neu gegründete Bundeswehr benötigte für die Unterbringung ihrer Verbände und Einheiten Truppenunterkünfte. Dabei wurden zum einen von ehemaligen alliierten Besatzungstruppen freigemachte Kasernen übernommen. Zum anderen beendete der Bund zivile Nutzungen von Garnisonen, die noch in seinem Eigentum standen. Diese Maßnahmen allein reichten jedoch nicht aus, um den Bedarf zu decken. Daher musste der Bund weitere Kasernen neu errichten und ermöglichte es Kommunen, sich für die Stationierung der Bundeswehr zu engagieren. Nach einer Bürgerversammlung entschied sich auch der Stadtrat von Pfreimd am 4. Juli 1956 für eine Bewerbung als Militärstandort. Zwar entschloss sich der Bund zugunsten eines Kasernenbaus in Pfreimd, jedoch erst zu einem späteren Zeitpunkt. 1965 begannen die Bauarbeiten. Die veränderte Wirtschaftslage und die Haushaltssituation des Bundes aber zwangen 1967 zu einem Abbruch der Arbeiten. Insgesamt waren bereits 11 der 20 Millionen DM Baukosten investiert. Erst der Protest der Bevölkerung und des bayerischen Ministerpräsidenten Alfons Goppel und des Landrates Hans Werner führten 1968 zur Fortführung des Bauvorhabens. Am 12. September 1969 konnte Richtfest gefeiert werden. Zudem lief die Errichtung von 80 Wohnungen für Bundeswehrangehörige an. Am 6. August 1971 zogen mit dem Panzerjägerbataillon 104 und der Ausbildungskompanie 11/4 die ersten Nutzer in die Kaserne ein, die als „Oberpfalz-Kaserne“ gewidmet wurde.

## Stationierungen
Der Bezug der Kaserne fiel mit der 1970 begonnenen Umsetzung der Heeresstruktur 3 zusammen: Die bisherige 4. Panzergrenadierdivision wurde zur 4. Jägerdivision umgegliedert. Mit ihr entstand aus der Panzergrenadierbrigade 10 die Jägerbrigade 10. Das Panzerjägerbataillon 104 war vor dem Einzug in Pfreimd in Weiden in der Oberpfalz, Ostmark-Kaserne gebildet worden. Es war hauptsächlich mit Kanonenjagdpanzern ausgestattet. Die Bildung von Jägerdivisionen bewährte sich jedoch nicht, so dass mit der Einnahme der Heeresstruktur 4 die 4. Jägerdivision wieder zu einer Panzergrenadierdivision wurde. Aus dem Panzerjägerbataillon 104 entstand dadurch ein Panzerbataillon. Entsprechend wurde es mit Kampfpanzern ausgerüstet, insbesondere des Typs Leopard 1 und M48.
Das Ende des Kalten Krieges und die mit dem Zwei-plus-Vier-Vertrag eingegangene Verpflichtung zur Reduzierung der Bundeswehr blieben auch für den Standort Pfreimd nicht ohne Auswirkungen. Trotz Auflösung der Panzergrenadierbrigade 10 bestand das Panzerbataillon 104 weiter fort.
2001 sah das Stationierungskonzept der Bundeswehr 800 Dienstposten in Weiden vor. 720 Dienstposten umfasste die Garnison 2004. Nach dem im selben Jahr veröffentlichten Stationierungskonzept war für Pfreimd ein erheblicher Aufwuchs auf 1130 Dienstposten geplant. Dazu kam es jedoch nicht. Stattdessen drohte dem Standort im Zusammenhang mit der Aussetzung der Wehrpflicht die Schließung. Hiergegen wurde Protest laut. Das Stationierungskonzept 2011 trug dem Rechnung und verordnete dem Standort lediglich eine moderate Verkleinerung von 880 auf 800 Dienstposten.
Mit der veränderten sicherheitspolitischen Lage, die sich unter anderem ab 2014 im Russisch-Ukrainischen Krieg und in der Annexion der Krim 2014 durch Russland manifestierte, traten auch in der Kaserne in Pfreimd Veränderungen ein: so wurde das nichtaktive Gebirgspanzerbataillon 8 hier aufgestellt.
Folgende Einheiten, Verbände, Dienststellen und Stäbe waren bzw. sind in der Oberpfalz-Kaserne stationiert:
| Einheit                                                                  | Stationierung ab | Herkunft | Stationierung bis  | Verbleib |
| ------------------------------------------------------------------------ | ---------------- | --- | ------------------ | --- |
| Panzerjägerbataillon 104                                                 | 6. August 1971   | verlegt nach Aufstellung am 1. Oktober 1970 in Weiden in der Oberpfalz, Ostmark-Kaserne | 31. März 1981      | in Panzerbataillon 104 umgegliedert |
| Ausbildungskompanie 11/4                                                 | 6. August 1971   | verlegt nach Aufstellung am 1. Juni 1961 in Amberg, Leopold-Kaserne | 31. März 1974      | in Instandsetzungsausbildungskompanie 11/4 umbenannt |
| Instandsetzungskompanie 100                                              | 1. Oktober 1973  | verlegt nach Aufstellung am 1. Oktober 1972 aus 3./Versorgungsbataillon 106 in Weiden/Oberpfalz, Ostmark-Kaserne |                    | aufgelöst |
| Instandsetzungsausbildungskompanie 11/4                                  | 1. April 1974    | neu aufgestellt | 31. März 1981      | in Instandsetzungsausbildungskompanie 6/4 umbenannt |
| Materialausstattung Sanitätsbereich 62/12                                | 1. Oktober 1974  | neu aufgestellt | 30. September 1998 | aufgelöst |
| Zahnstation (Terr) H 642                                                 | 1. Oktober 1974  | neu aufgestellt | 31. März 1981      | in Zahnarztgruppe 619/2 umbenannt |
| Panzerbataillon 104                                                      | 1. April 1981    | aus Panzerjägerbataillon 104 | heute              | Neuaufstellung zum 1. Juli 2014 |
| 1./Panzergrenadierbataillon 101 TE 37                                    | 1. April 1981    | neu aufgestellt | 30. September 1992 | aufgelöst |
| 4./Panzergrenadierbataillon 101                                          | 1. April 1981    | neu aufgestellt | 30. September 1992 | aufgelöst |
| Instandsetzungsausbildungskompanie 6/4                                   | 1. April 1981    | aus Instandsetzungsausbildungskompanie 11/4 |                    | aufgelöst |
| Kasernenfeldwebel mit Standortaufgaben Pfreimd                           | 1. April 1981    | neu aufgestellt | 30. September 1994 | aufgelöst |
| Zahnarztgruppe 619/2                                                     | 1. April 1981    | aus Zahnstation (Terr) H 642 | 31. Dezember 1998  | aufgelöst |
| 5./Instandsetzungsbataillon 230 (Geräteeinheit)                          | 1. April 1982    | neu aufgestellt |                    | aufgelöst |
| Truppenarzt Pfreimd                                                      | 1. April 1984    | neu aufgestellt | 31. Dezember 1998  | aufgelöst |
| Fahrschulgruppe Pfreimd                                                  |                  | neu aufgestellt |                    | aufgelöst |
| Standortfernmeldeanlage 627/204                                          |                  | neu aufgestellt |                    | aufgelöst |
| 3. Logistikbataillon 4                                                   | 2003             | neu aufgestellt | 30. Juni 2014      | aufgelöst; ging in 2./Versorgungsbataillon 4 auf |
| 5. Logistikbataillon 4                                                   | 2003             | neu aufgestellt | 30. Juni 2014      | aufgelöst; ging in 2./Versorgungsbataillon 4 auf |
| Militärischer Anteil Heeresinstandsetzungslogistik Niederlassung Pfreimd | 1. Juli 2006     | neu aufgestellt | 30. Juni 2018      | aufgelöst |
| Fachsanitätszentrum Kümmersbruck Teileinheiten Pfreimd                   | 1. Januar 2007   | neu aufgestellt | 30. September 2015 | aufgelöst |
| Sanitätsstaffel Pfreimd                                                  | 1. Januar 2007   | neu aufgestellt | 30. September 2015 | aufgelöst |
| Panzerartilleriebataillon 355 (Geräteeinheit)                            | 30. Juni 2007    | verlegt nach Aufstellung am 16. Oktober 1967 in Mellrichstadt, Hainberg-Kaserne, Zwischenverlegung am 1. April 1971 nach Wildflecken, Rhön-Kaserne sowie Umwandlung am 1. Oktober 2002 in eine Geräteeinheit unter gleichzeitiger Zwischenverlegung nach Neunburg vorm Wald, Pfalzgraf-Johann-Kaserne | 31. Oktober 2008   | aufgelöst |
| Heeresinstandsetzungslogistik Stützpunkt Pfreimd                         | 1. Mai 2009      | neu aufgestellt | heute              | |
| Bundeswehr Informationstechnik Pfreimd                                   | 1. November 2009 | neu aufgestellt | heute              | |
| 2./Versorgungsbataillon 4                                                | 1. Juli 2014     | aus 3. und 5./Logistikbataillon 4 aufgestellt | heute              | |
| Gebirgspanzerbataillon 8 (nicht aktiv)                                   | 1. Juli 2014     | neu aufgestellt | heute              | mit 1./ und 2./Gebirgspanzerbataillon 8 (nicht aktiv); 3. Kompanie bis 1. Oktober 2020, dann nach Hardheim verlegt und in 3./Panzerbataillon 363 umbenannt; 4. Kompanie war bis 31. März 2021 in Bad Frankenhausen stationiert und wurde als 4./Panzerbataillon 363 ebenfalls nach Hardheim verlegt |
| Gefechtssimulator Panzerzug Leopard 2 (104)                              | 1. Juli 2014     | neu aufgestellt | heute              | |
| Schießsimulator Panzertruppe Leopard 2 (104)                             | 1. Juli 2014     | neu aufgestellt | heute              | |
| Standortältester Pfreimd (mit Unterstützungspersonal)                    | 1. Juli 2014     | neu aufgestellt | heute              | |